# 今村均 (俳優)
今村 均（いまむら ひとし、1951年4月20日 - ）は、福岡県福岡市出身の俳優。IxCに所属。身長176cm。特技は殺陣、ゴルフ、ハウスクリーニング、料理。
俳優の傍ら、殺陣講師・演技指導など講師活動も行う。

## 出演

### 映画
- 不良番長（東映）
- 仮面ライダーシリーズ（東映）
  - 仮面ライダー 8人ライダーVS銀河王（1980年）
  - 仮面ライダー×仮面ライダー×仮面ライダー THE MOVIE 超・電王トリロジー（2010年）
- SP エピソードVI 革命篇 THE MOVIE（2011年、東宝）
- 白い肌の誘惑

### TV
- 非情のライセンス 第1シリーズ第14話「兇悪の愛」（1973年、NET）
- イナズマンF 第21話「死者部隊ルート047」（1974年、NET）
- 仮面ライダーシリーズ
  - 仮面ライダーアマゾン 第13話「迫る！十面鬼！危うしアマゾン!!」（1975年、MBS）
  - 仮面ライダースーパー1 第31話「人間を吸いこむ！スプレー怪人の恐怖 」（1981年、MBS）
  - 仮面ライダーオーズ/OOO 第2話（2010年、テレビ朝日） - 会長
- Gメン'75（TBS）
  - 第193話「網走刑務所吹雪の大脱走」（1979年）
  - 第221話「海抜3170米の空中ブランコ」（1979年）
  - 第222話「大暴走！バスジャック」（1979年）
  - 第226話「電話魔」（1979年）
  - 第227話「Gメン対香港の人喰い虎」（1979年）
  - 第229話「暴走トラック殺人ゲーム」（1979年）
- ザ・スーパーガール （12ch / 東映）
  - 第4話「フィーバーの夜、モデルは全裸で死ぬ」（1979年）
  - 第6話「狙われたリングの女王」（1979年）
  - 第14話「白昼の悪夢 レイプされた人妻は?」（1979年）
  - 第19話「裸で狼の群れと闘え」（1979年）
  - 第37話「夜の処刑台 レイプされた女刑事」（1979年）
  - 第46話「夜の修道院 黒衣に秘めた白い肌」（1980年）
- スーパー戦隊シリーズ（テレビ朝日）
  - バトルフィーバーJ 第32話「ふるさと殺人村」（1979年）
  - 獣電戦隊キョウリュウジャー 第15話「はらだたしいぜッ! ドゴルドのやぼう」（2013年） - 上司
- 土曜ワイド劇場 渓流釣り殺人事件（1979年、ANB）
- 西部警察 第75話「平尾一兵、危機一髪」（1981年、ANB） - 喫茶店マスター
- 立花登 青春手控え 第2話（1982年、NHK）
- ザ・サスペンス 惨事 バスガイドの殺意（1982年、TBS）
- Gメン'82（1982年、TBS）
- 相棒（テレビ朝日）
  - （2010年）
  - （2015年） - 藤田洋司
  - （2017年）
- チーム・バチスタ2 ジェネラル・ルージュの凱旋（2010年、フジテレビ）
- 同窓会〜ラブ・アゲイン症候群 第8話（2010年、テレビ朝日）
- CO 移植コーディネーター 第3話（2011年、WOWOW）
- TOKYO コントロール 第9話（2011年、TBS）
- タイムスクープハンター シーズン3 第9話（2011年、NHK）
- 水曜ミステリー9 女三代 如月法律事務所1（2012年、テレビ東京）
- とんび（2013年、TBS） - 山田春夫
- おトメさん 第1話（2013年、テレビ朝日）
- 半沢直樹 第1話（2013年、TBS）
- 夜のせんせい 第1話（2014年、TBS）
- 天皇の料理番 第2、5話（2015年、TBS）
- 日本沈没-希望のひと- （2021年10月 - 12月、TBS）
- 奪われた僕たち 第5話（2024年5月10日、MBS）
- 浅草ラスボスおばあちゃん 第3話（2025年7月19日、東海テレビ・フジテレビ） - 賛成派住民 役

### 舞台
- ゲゲゲの鬼太郎
- てやん Days - 長庵 ※演出も担当
- 風の電話